# Чемпионат мира по шоссейным велогонкам 2019
92-й Чемпионат мира по шоссейному велоспорту прошёл в нескольких городах английского графства Йоркшир с 22 по 29 сентября 2019 года. Он стал четвёртым на территории Великобритании.
В рамках чемпионата были проведены шоссейные групповые гонки и индивидуальные гонки на время с раздельного старта среди мужской элиты, женской элиты и мужчин в возрасте до 23 лет, а также среди юниоров обоих полов. В первый день чемпионата впервые в рамках чемпионатов мира также прошла эстафетная смешанная командная гонка на время в рамках которой участники выступали в составе национальных сборных.

## Детали
Харрогейт проведёт две кольцевые гонки. Остальные гонки будут начинаться в разных районах графства Йоркшир, включая Рипон, Норталлертон, Ричмонд, Донкастер Брадфорд и Лидс.
Одним из ключевых моментов при заявке было стремление оставить стране наследие о чемпионате. Для этого было проведено финансировании в размере 15 миллионов фунтов стерлингов, которые пойдут на строительство 27 внедорожных гоночных мест по всей стране, «чтобы гарантировать каждому региону Великобритании иметь близкий доступ к закрытой шоссейной трассе, велодрому, трассе для BMX или горного велосипеда».

## Программа чемпионата

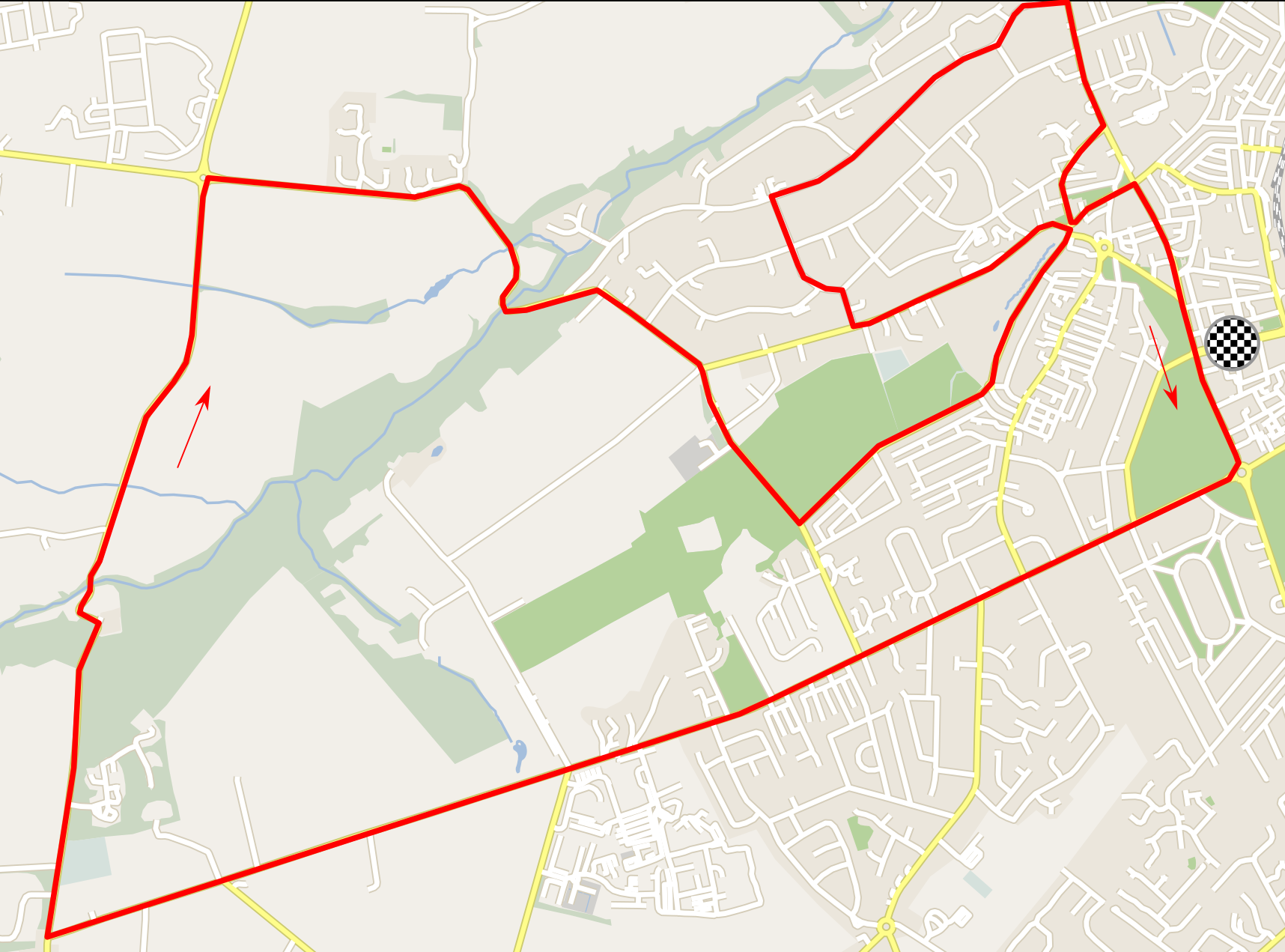
Круг протяжённостью 14 километров в Харрогейте

| Дата                 | Время           | Время           | Дисциплина          | Маршрут                  | Дистанция       | Круги           |
| Командная гонка      | Командная гонка | Командная гонка | Командная гонка     | Командная гонка          | Командная гонка | Командная гонка |
| -------------------- | --------------- | --------------- | ------------------- | ------------------------ | --------------- | --------------- |
| 22 сентября          | 12:40           | 15:27           | Смешанная эстафета  | Харрогейт — Харрогейт    | 28 км           | 2               |
| Индивидуальные гонки |                 |                 |                     |                          |                 |                 |
| 23 сентября          | 10:10           | 11:22           | Юниорки             | Харрогейт — Харрогейт    | 14 км           | 1               |
| 23 сентября          | 13:40           | 16:02           | Юниоры              | Харрогейт — Харрогейт    | 28 км           | 2               |
| 24 сентября          | 10:10           | 12:34           | Мужчины до 23-х лет | Рипон — Харрогейт        | 32 км           | N/A             |
| 24 сентября          | 14:40           | 16:45           | Женщины             | Рипон — Харрогейт        | 32 км           | N/A             |
| 25 сентября          | 13:10           | 16:04           | Мужчины             | Норталлертон — Харрогейт | 54 км           | N/A             |
| Групповые гонки      |                 |                 |                     |                          |                 |                 |
| 26 сентября          | 12:10           | 15:25           | Юниоры              | Ричмонд — Харрогейт      | 148,1 км        | 3               |
| 27 сентября          | 08:40           | 11:05           | Юниорки             | Донкастер — Харрогейт    | 86 км           | N/A             |
| 27 сентября          | 14:10           | 19:21           | Мужчины до 23-х лет | Донкастер — Харрогейт    | 186,9 км        | 3               |
| 28 сентября          | 11:40           | 16:11           | Женщины             | Брадфорд — Харрогейт     | 149,7 км        | 3               |
| 29 сентября          | 08:40           | 15:40           | Мужчины             | Лидс — Харрогейт         | 262             | 9               |

## Результаты
| Велогонка            | Золото                                                                        | Золото        | Серебро                                                                      | Серебро     | Бронза                                                                             | Бронза      |
| -------------------- | ----------------------------------------------------------------------------- | ------------- | ---------------------------------------------------------------------------- | ----------- | ---------------------------------------------------------------------------------- | ----------- |
| Командная гонка      |                                                                               |               |                                                                              |             |                                                                                    |             |
| Смешанная эстафета   | Нидерланды                                                                    | 38' 27.60"    | Германия                                                                     | + 22.75"    | Великобритания                                                                     | + 51.27"    |
| Смешанная эстафета   | Люсинда Бранд Режина Маркус Ами Питерс Кун Бауман Бауке Моллема Йос ван Эмден | 38' 27.60"    | Лиза Бреннауэр Лиза Кляйн Мике Крёгер Тони Мартин Нильс Политт Яша Зюттерлин | + 22.75"    | Лорен Долан Анна Хендерсон Жослен Лауден Джон Арчибальд Дэниел Бигем Гарри Танфилд | + 51.27"    |
| Мужская элита        |                                                                               |               |                                                                              |             |                                                                                    |             |
| Групповая гонка      | Мадс Педерсен · Дания                                                         | 6ч 27' 28"    | Маттео Трентин · Италия                                                      | + 0"        | Штефан Кюнг · Швейцария                                                            | + 2"        |
| Индивидуальная гонка | Роан Деннис · Австралия                                                       | 1ч 05' 05.35" | Ремко Эвенепул · Бельгия                                                     | + 1' 08.93" | Филиппо Ганна · Италия                                                             | + 1' 55.00" |
| Женская элита        |                                                                               |               |                                                                              |             |                                                                                    |             |
| Групповая гонка      | Аннемик Ван Флёйтен · Нидерланды                                              | 4ч 06' 05"    | Анна Ван дер Брегген · Нидерланды                                            | + 2' 15"    | Аманда Спратт · Австралия                                                          | + 2' 28"    |
| Индивидуальная гонка | Хлоя Дайгерт-Оуэн · США                                                       | 42' 11.57"    | Анна ван дер Брегген · Нидерланды                                            | + 1' 32.35" | Аннемик ван Флёйтен · Нидерланды                                                   | + 1' 52.66" |
| Мужчины до 23-х лет  |                                                                               |               |                                                                              |             |                                                                                    |             |
| Групповая гонка      | Самуэле Баттистелла · Италия                                                  | 3ч 53' 52"    | Стефан Биссеггер · Швейцария                                                 | + 0"        | Том Пидкок · Великобритания                                                        | + 0"        |
| Индивидуальная гонка | Миккель Бьерг · Дания                                                         | 40' 20.42"    | Иэн Гаррисон · США                                                           | + 26.45"    | Брэндон Макналти · США                                                             | + 27.69"    |
| Юниоры               |                                                                               |               |                                                                              |             |                                                                                    |             |
| Групповая гонка      | Куинн Симмонс · США                                                           | 3ч 38' 04"    | Алессио Мартинелли · Италия                                                  | + 56"       | Магнус Шеффилд · США                                                               | + 1' 33"    |
| Индивидуальная гонка | Антонио Тибери · Италия                                                       | 38' 28.25"    | Энцо Лейнсе · Нидерланды                                                     | + 7.79"     | Марко Бреннер · Германия                                                           | + 12.62"    |
| Юниорки              |                                                                               |               |                                                                              |             |                                                                                    |             |
| Групповая гонка      | Меган Джастрэб · США                                                          | 2ч 08' 00"    | Жюли Де Вильде · Бельгия                                                     | + 0"        | Лейке Нуйен · Нидерланды                                                           | + 0"        |
| Индивидуальная гонка | Айгуль Гареева · Россия                                                       | 22' 16.23"    | Ширин ван Анрой · Нидерланды                                                 | + 3.61"     | Элинор Бакстедт · Великобритания                                                   | + 10.93"    |

## Медальный зачёт
| Место | Страна         | Золотая медаль | Серебряная медаль | Бронзовая медаль | Всего |
| ----- | -------------- | -------------- | ----------------- | ---------------- | ----- |
| 1     | США            | 3              | 2                 | 1                | 6     |
| 2     | Нидерланды     | 2              | 4                 | 2                | 8     |
| 3     | Италия         | 2              | 2                 | 1                | 5     |
| 4     | Дания          | 2              | 0                 | 0                | 2     |
| 5     | Австралия      | 1              | 0                 | 1                | 2     |
| 6     | Россия         | 1              | 0                 | 0                | 1     |
| 7     | Бельгия        | 0              | 2                 | 0                | 2     |
| 8     | Германия       | 0              | 1                 | 1                | 2     |
| 8     | Швейцария      | 0              | 1                 | 1                | 2     |
| 10    | Великобритания | 0              | 0                 | 3                | 3     |
| Итого | Итого          | 11             | 11                | 11               | 33    |